# Маями Бийч
Маями Бийч (на английски: Miami Beach) е град в окръг Маями-Дейд в щата Флорида, САЩ. Маями Бийч е с население от 87 925 жители (2005) и обща площ от 48,50 км² (18,70 мили²). Маями Бийч се намира в непосредствена близост до Маями, но те са два отделни града. Маями Бийч е популярен курортен град в САЩ. 55,5% от населението на града през 2000 г. не е родено в САЩ.
През 2005 г. броят на жителите се понижи до 87 925 души. През 1982 г. по-голямата част от населението (60 000) или 62% са евреи през 2004 г. – едва 19% или 16,5 хил.
Маями Бийч е един от най-известните курорти в САЩ.

## Побратимени градове
Маями Бийч има 9 побратимени града
- Алмонте, Испания
- Чески Крумлов, Чехия
- Консумел (Cozumel), Мексико
- Фуджисава, Япония
- Ика, Перу
- Пескара, Италия
- Нахария, Израел
- Форталеза, Бразилия
- Санта Марта, Колумбия